# Думитреску, Константин Тику
Тику Думитреску (имя при рождении — Константин-Григоре Думитреску, рум. Constantin-Grigore Dumitrescu, более известен как Тику Думитреску («Тику» — уменьшительное от «Константин»), за пределами Румынии известен под двойным именем Константин Тику; род. 27 мая 1928, Олари}, жудец Прахова, Валахия, СРР — 5 декабря 2008, Бухарест) — румынский политический деятель, президент Ассоциации бывших политзаключённых (рум. Asociația Foștilor Deținuți Politici din România) с 1990 года  и президент Международного союза бывших политических заключенных (1991—1999 годы), депутат парламента от Национально-крестьянской христианско-демократической партии, инициатор Закона о запрете на охрану и Закона о люстрации член Исследовательского совета по национальной безопасности 2006 года.

## Биография
Сын учителя. Отец Думитреску входил в Национал-цэрэнистскую партию и в 1946 году баллотировался от неё в парламент. После запрета Национально-крестьянской партии в 1947 году Думитреску-сын был исключён из университета, затем арестован и приговорён к двум с половиной годам тюрьмы, в 1953 году выпущен под домашнее наблюдение, в 1958 году арестован повторно и приговорён к 23 годам каторжных работ за убийство. Находился в заключении до 1964 года, когда был помилован. После освобождения работал строителем, прорабом.
После свержения режима Николае Чаушеску Константин Думитреску вошёл во Временный совет национального союза — временный руководящий орган Румынии с 9 февраля 1990 года по 20 мая 1990 года, когда состоялись первые в стране свободные выборы. Возглавил Ассоциацию бывших политзаключённых, в 1992—2000 годах был депутатом парламента. Сотрудничал с Вернером Зоммерауэром. В 1999 году по инициативе Думитреску в Румынии был принят закон о доступе граждан к собственному досье из архивов румынской службы безопасности коммунистического периода. С 2006 года входил в обновлённый состав национальной комиссии по соблюдению этого закона.
После 2003 года Думитреску закончил политическую деятельность, не соглашаясь с компромиссами и линией руководства партии.

## Награды
- Кавалер ордена Звезды Румынии (2008 год, посмертно)[1]